# ルノー1世 (ヌヴェール伯)
ルノー1世（フランス語：Renaud Ier, 1000年 - 1040年5月29日）は、ヌヴェール伯およびオセール伯（在位：1028年 - 1040年）。セニュレーの戦いでブルゴーニュ公ロベール1世と戦い戦死した。

## 生涯
ルノー1世はヌヴェール伯ランドリー・ド・モンソーとマティルド・ド・ブルゴーニュ（ブルゴーニュ伯オット＝ギヨームの娘）の息子である。ヴァンドーム伯ボドンの兄弟である。
1016年1月25日にフランス王ロベール2世とコンスタンス・ダルルの娘アデライード（エドヴィジュ）と結婚した。2人の間に以下の子女が生まれた。
- ギヨーム1世（1030年頃 - 1083/97年）[4] - ヌヴェール伯
- アンリ（1067年没）[4]
- ギー（1067年没）[4]
- ロベール（1035年頃 - 1098年）[4]
- アデライード